# Alcatrazz
Alcatrazz — американская хэви-метал-группа, которую собрали в 1982 году Грэм Боннэт (экс-вокалист Rainbow и Michael Schenker Group) и два бывших участника New England бас-гитарист Гари Ши и клавишник Джимми Уолдо. Их дебютный альбом увидел свет в 1983 году и был похож по стилю на бывшую группу Боннета Rainbow.
В настоящее время группа Alcatrazz, вероятно, наиболее известна тем, что именно во время работы в ней прославился гитарист-виртуоз Ингви Мальмстин. Также в ней играл другой гитарист-виртуоз, Стив Вай.
В 2000-е годы Боннет возродил группу, взяв для своего нового проекта название «Alcatrazz featuring Graham Bonnett».

## Состав

### Текущий состав (Alcatrazz featuring Graham Bonnet)
- Джимми Валдо — клавишные, синтезатор, кей-тар, пианино, бэк вокал (1983—1987, 2017, 2019 — настоящее время)
- Гари Ши[англ.]) (англ. Gary Shea) — бас-гитара, дабл-бас, бэк-вокал (1983—87, 2017, 2020 — настоящее время)
- Марк Бенкуечеа — ударные (2017, 2019 — настоящее время)
- Джо Стамп — гитара (2019 — настоящее время)
- Дуги Уайт — Ведущий вокал (2020 — настоящее время)

### Бывшие участники
- Джимми Уолдо (англ. Jimmy Waldo) — клавишные, синтезатор, «китар», фортепиано, бэк-вокал (1983—1987)
- Гари Ши[англ.]) (англ. Gary Shea) — бас-гитара, дабл-бас, бэк-вокал (1983—1987)
- Ингви Мальмстин (англ. Yngwie Malmsteen) — гитара, укулеле (1983—1984)
- Клайв Барр (англ. Clive Burr) — ударные, перкуссия (1983)
- Ян Увена[англ.] (англ. Jan Uvena) — ударные, перкуссия, конга, гонг, бэк-вокал (1983—1987)
- Стив Вай (англ. Steve Vai) — гитара, народные инструменты, бэк-вокал (1984—1986)
- Дэнни Джонсон (англ. Danny Johnson) — гитара, бэк-вокал (1986–1987)
- Глен Собел[англ.] (англ. Glen Sobel) — ударные, перкуссия, бэк-вокал (2006—2009)
- Дейв Дзялак (англ. Dave Dzialak) — ударные, перкуссия (2009—2010)
- Джеймс Баудерс (англ. Jeff Bowders) — ударные, перкуссия (2010—2011)

## Дискография

### Студийные альбомы
| Название                     | Подробнее                                    | Чарты |
| Название                     | Подробнее                                    | US    |
| ---------------------------- | -------------------------------------------- | ----- |
| No Parole from Rock 'n' Roll | - Выпущен: 1983 - Лейбл: Rocshire            | 128   |
| Disturbing the Peace         | - Выпущен: 1985 - Лейбл: Capitol             | 145   |
| Dangerous Games              | - Выпущен: 1986 - Лейбл: Capitol             |       |
| Born Innocent                | - Выпущен: 2020 - Лейбл: Silver Lining Music |       |
| V                            | - Выпущен: 2021 - Лейбл: Silver Lining Music |       |
| Take No Prisoners            | - Выпущен: 2023 - Лейбл: Silver Lining Music |       |

### Концертные альбомы
| Название                                                               | Подробнее                         | Чарты |
| Название                                                               | Подробнее                         | US    |
| ---------------------------------------------------------------------- | --------------------------------- | ----- |
| Live Sentence                                                          | - Выпущен: 1984 - Лейбл: Rocshire | 133   |
| Live '83                                                               | - Выпущен: 2010                   |       |
| No Parole from Rock 'n' Roll Tour Live in Japan 1984.1.28 Audio Tracks | - Выпущен: 2010                   |       |
| Disturbing the Peace Tour Live in Japan 1984.10.10 Audio Tracks        | - Выпущен: 2010                   |       |

### Сборники
| Название              | Подробнее                            |
| --------------------- | ------------------------------------ |
| The Best of Alcatrazz | - Выпущен: 1998 - Лейбл: Renaissance |

### Бутлеги
- No Parole from Alcatrazz  — 1983
- Prisoner Is Back — 1984 (live at Festival Hall in Osaka, Japan, 24/01/1984)
- Back Again  — 1984 (live at Kokaido, Nagoya, Japan, 26/01/1984)
- The Complete Sentences of Arrested Prodigy — 1984 (live at Nakano Sun Plaza, Japan, 28/01/1984)
- Featuring Yngwie Malmsteen — 1984 (live at County Club, Reseda, California, USA, 03/03/1984)
- Alcatrazz with S. Vai — 1984 (live at Archaic Hall, Amagasaki, Hyogo, Japan, 04/10/1984)
- Dangerous Age — 1986 (live in Long Island, New York, United States, 29/11/1986)

### Синглы
- Island In The Sun/Hiroshima Mon Amour — 1983
- Island In The Sun/General Hospital — 1984
- God Blessed Video / Wire And Wood — 1985
- Will You Be Home /PSA (Against Drunk Driving)/Will You Be Home Tonight (w/intro)  — 1985 (promo)
- It's My Life/It's My Life — 1986 (promo)
- Undercover/Undercover — 1986 (promo)
- Dangerous Games/Double Man  — 1986 (promo)